# James Churchward
James Churchward (27 tháng 2 năm 1851 – 4 tháng 1 năm 1936) là một nhà văn huyền bí học, nhà phát minh, kỹ sư và ngư dân người Anh. Ông nổi tiếng nhất vì đã nêu lên giả thuyết về sự tồn tại của một lục địa đã mất, được gọi là "Lục địa Mu", ở Thái Bình Dương. Các tác phẩm của ông viết về lục địa Mu được các nhà nghiên cứu coi là giả khoa học.

## Tiểu sử
Churchward chào đời tại Bridestow, Okehampton, Devon ở Stone House với cha là Henry và mẹ là Matilda (nhũ danh Gould) Churchward. James có bốn anh trai và bốn chị gái. Vào tháng 11 năm 1854, Henry qua đời và gia đình chuyển đến sống với cha mẹ của Matilda ở làng Kigbear, gần Okehampton. Hồ sơ điều tra dân số cho thấy gia đình tiếp theo chuyển đến London khi James vừa tròn 18 tuổi sau khi ông nội George Gould qua đời.
Ông là anh trai của tác giả Hội Tam Điểm Albert Churchward (1852–1925). Ông là một người trồng chè ở Sri Lanka trước khi đến Mỹ vào những năm 1890. Trong cuốn tiểu sử của James có tựa đề My Friend Churchey and His Sunken Continent, ông đã thảo luận về Mu với Augustus Le Plongeon và vợ của ông vào những năm 1890. Ông được cấp bằng sáng chế cho NCV Steel, lớp mạ giáp bảo vệ tàu trong Thế chiến I, và các hợp kim thép khác. Sau một cuộc dàn xếp vi phạm bằng sáng chế vào năm 1914, James nghỉ hưu ở khu đất rộng hơn 7 mẫu Anh của mình trên Hồ Wononskopomuc vùng Lakeville, Connecticut, nhằm giải đáp các câu hỏi từ chuyến du lịch Thái Bình Dương của mình. Năm 1926, ở tuổi 75, ông xuất bản cuốn The Lost Continent of Mu: Motherland of Man, mà ông tuyên bố đã chứng minh sự tồn tại của một lục địa đã mất, gọi là lục địa Mu, ở Thái Bình Dương.

## Tuyên bố và giả thuyết
Theo lời Churchward, lục địa Mu "đã mở rộng từ một nơi nào đó ở phía bắc Hawaii đến phía nam đến tận Fiji và Đảo Phục Sinh."  Ông tuyên bố Mu là địa điểm của Vườn Địa Đàng và là nơi sinh sống của 64.000.000 cư dân – được gọi là người Naacal. Nền văn minh này, từng hưng thịnh 50.000 năm trước thời đại của Churchward, có công nghệ tiên tiến hơn so với nền văn minh của ông, và các nền văn minh cổ đại của Ấn Độ, Babylon, Ba Tư, Ai Cập và người Maya chỉ là tàn tích còn sót lại từ các thuộc địa của nền văn minh này.
Churchward tuyên bố đã có được kiến thức của mình về vùng đất đã mất này sau khi kết bạn với một vị tu sĩ Ấn Độ, người đã dạy ông đọc thứ ngôn ngữ cổ xưa của người chết (chỉ có ba người trên toàn Ấn Độ nói được). Vị tu sĩ tiết lộ sự tồn tại của một số bản văn cổ, được người Naacal viết, và Churchward được quyền tiếp cận những bản ghi chép này sau khi vượt qua sự miễn cưỡng ban đầu của vị tu sĩ. 
Kiến thức của ông vẫn chưa đầy đủ, vì các tấm bảng có sẵn chỉ là những mảnh vỡ của một văn bản lớn hơn, nhưng Churchward tuyên bố đã tìm thấy xác minh và thông tin thêm trong hồ sơ của các dân tộc cổ đại khác. Các tác phẩm của ông cố gắng mô tả nền văn minh Mu, lịch sử, cư dân của nó và ảnh hưởng đến lịch sử và nền văn minh sau này. Churchward cho rằng thần Mặt Trời Ai Cập cổ đại Ra có nguồn gốc từ Mu; ông tuyên bố rằng "Rah" là từ mà người Naacal sử dụng để chỉ "Mặt Trời" cũng như cho vị thần và những người cai trị của họ.

## Tác phẩm
- Fishing Among the 1,000 Islands of the St. Lawrence (1894)
- A Big Game and Fishing Guide to Northeastern Maine (1897)

### Sách về Mu
1. The Lost Continent of Mu, the Motherland of Men (1926)
2. The Children of Mu (1931)
3. The Sacred Symbols of Mu (1933)
4. Cosmic Forces of Mu (1934)
5. Second Book of Cosmic Forces of Mu (1935)

### Ấn phẩm sau khi mất
- The Books of the Golden Age (viết năm 1927 nhưng xuất bản lần đầu năm 1997)
- Copies of Stone Tablets Found by William Niven at Santiago Ahuizoctla Near Mexico City, một tập sách dài "hơn ba mươi trang", được viết vào năm 1927 nhưng xuất bản lần đầu vào năm 2014, sau được đưa vào cuốn sách The Stone Tablets of Mu của chắt James Churchward tên là Jack Churchward